# Puchar Hopmana 2011
Puchar Hopmana 2011 – nieoficjalne mistrzostwa drużyn mieszanych, które odbyły się australijskim Perth w dniach 1–8 stycznia 2011.
Podczas dwudziestej trzeciej edycji imprezy najwyżej rozstawionym zespołem była reprezentacja Serbii w składzie: Ana Ivanović i Novak Đoković. Z powodu wycofania się z zawodów Sereny Williams (jej miejsce zajęła Bethanie Mattek-Sands) Amerykanie, którzy mieli być rozstawieni z nr 2. ostatecznie zagrali jako niesklasyfikowana drużyna. Ich miejsce na pozycji nr 2. zajęli Brytyjczycy. Również do zmian w składzie doszło w ekipie Francji. Gaël Monfils wycofał się z powodu kontuzji kolana, a jego miejsce zajął Nicolas Mahut, który zagrał w fazie grupowej z Johnem Isnerem, przeciwko któremu stoczył epicki pojedynek podczas Wimbledonu z 2010. Finaliści z roku 2010, Hiszpanie w tegorocznej edycji nie wystąpili.

## Drużyny
| Państwo           | Tenisistka            | Tenisista        |
| Serbia            | Ana Ivanović          | Novak Đoković    |
| Wielka Brytania   | Laura Robson          | Andy Murray      |
| Belgia            | Justine Henin         | Ruben Bemelmans  |
| Włochy            | Francesca Schiavone   | Potito Starace   |
| Australia         | Alicia Molik          | Lleyton Hewitt   |
| Kazachstan        | Jarosława Szwiedowa   | Andriej Gołubiew |
| Francja           | Kristina Mladenovic   | Nicolas Mahut    |
| Stany Zjednoczone | Bethanie Mattek-Sands | John Isner       |

## Grupa A

### Mecze grupowe
| Australia – Belgia 2:1        |                                      |                  |
| Alicia Molik                  | Justine Henin                        | 4:6, 4:6         |
| Lleyton Hewitt                | Ruben Bemelmans                      | 6:4, 6:3         |
| Alicia Molik Lleyton Hewitt   | Justine Henin Ruben Bemelmans        | 1:6, 6:3, 7:6(8) |
| Serbia – Kazachstan 3:0       |                                      |                  |
| Ana Ivanović                  | Jarosława Szwiedowa                  | 7:6(6), 6:1      |
| Novak Đoković                 | Andriej Gołubiew                     | 4:6, 6:3, 6:1    |
| Ana Ivanović Novak Đoković    | Jarosława Szwiedowa Andriej Gołubiew | 7:6(7), 6:4      |
| Belgia – Kazachstan 3:0       |                                      |                  |
| Justine Henin                 | Jarosława Szwiedowa                  | 6:4, 6:3         |
| Ruben Bemelmans               | Andriej Gołubiew                     | 6:4, 6:4         |
| Justine Henin Ruben Bemelmans | Jarosława Szwiedowa Andriej Gołubiew | 4:6, 6:2, 7:6(8) |
| Serbia – Australia 3:0        |                                      |                  |
| Ana Ivanović                  | Alicia Molik                         | 6:4, 6:0         |
| Novak Đoković                 | Lleyton Hewitt                       | 6:2, 6:4         |
| Ana Ivanović Novak Đoković    | Alicia Molik Lleyton Hewitt          | 6:7, 7:5, 7:6(6) |
| Australia – Kazachstan 3:0    |                                      |                  |
| Alicia Molik                  | Sesił Karatanczewa                   | 6:3, 6:2         |
| Lleyton Hewitt                | Andriej Gołubiew                     | 6:3, 6:3         |
| Alicia Molik Lleyton Hewitt   | Sesił Karatanczewa Andriej Gołubiew  | 8:7              |
| Serbia – Belgia 1:2           |                                      |                  |
| Ana Ivanović                  | Justine Henin                        | 4:6, 3:6         |
| Novak Đoković                 | Ruben Bemelmans                      | 6:3, 6:2         |
| Ana Ivanović Novak Đoković    | Justine Henin Ruben Bemelmans        | 6:3, 4:6, 4-10   |

### Tabela grupy A
| Lp. | Państwo    | Konfrontacje | Mecze | Sety |
| 1.  | Serbia     | 2:1          | 7:2   | 15:6 |
| 2.  | Belgia     | 2:1          | 6:3   | 13:8 |
| 3.  | Australia  | 2:1          | 5:4   | 10:9 |
| 4.  | Kazachstan | 0:3          | 0:9   | 2:17 |

## Grupa B

### Mecze grupowe
| Wielka Brytania – Włochy 1:2            |                                    |                        |
| Laura Robson                            | Francesca Schiavone                | 5:7, 3:6               |
| Andy Murray                             | Potito Starace                     | 7:5, 6:1               |
| Laura Robson Andy Murray                | Francesca Schiavone Potito Starace | 7:6(1), 6:7(6), 6:7(2) |
| Stany Zjednoczone – Francja 3:0         |                                    |                        |
| Bethanie Mattek-Sands                   | Kristina Mladenovic                | 3:6, 6:3, 6:1          |
| John Isner                              | Nicolas Mahut                      | 6:3, 7:6(5)            |
| Bethanie Mattek-Sands John Isner        | Kristina Mladenovic Nicolas Mahut  | 2:6, 6:3, 7:6(8)       |
| Włochy – Stany Zjednoczone 1:2          |                                    |                        |
| Francesca Schiavone                     | Bethanie Mattek-Sands              | 4:6, 4:6               |
| Potito Starace                          | John Isner                         | 6:7(5), 6:4, 4:6       |
| Francesca Schiavone Potito Starace      | Bethanie Mattek-Sands John Isner   | 6:7(5), 6:2, 10-3      |
| Wielka Brytania – Francja 1:2           |                                    |                        |
| Laura Robson                            | Kristina Mladenovic                | 4:6, 6:3, 0:6          |
| Andy Murray                             | Nicolas Mahut                      | 7:6(4), 7:6(5)         |
| Laura Robson Andy Murray                | Kristina Mladenovic Nicolas Mahut  | 4:6, 2:6               |
| Włochy – Francja 0:3                    |                                    |                        |
| Francesca Schiavone                     | Kristina Mladenovic                | 4:4 krecz              |
| Potito Starace                          | Nicolas Mahut                      | 3:6, 6:7(2)            |
| Francesca Schiavone Potito Starace      | Kristina Mladenovic Nicolas Mahut  | walkower               |
| Wielka Brytania – Stany Zjednoczone 1:2 |                                    |                        |
| Laura Robson                            | Bethanie Mattek-Sands              | 4:6, 2:6               |
| Andy Murray                             | John Isner                         | 6:4, 6:2               |
| Laura Robson Andy Murray                | Bethanie Mattek-Sands John Isner   | walkower               |

### Tabela grupy B
| Lp. | Państwo           | Konfrontacje | Mecze | Sety |
| 1.  | Stany Zjednoczone | 3:0          | 7:2   | 13:5 |
| 2.  | Francja           | 2:1          | 5:4   | 12:9 |
| 3.  | Włochy            | 1:2          | 3:6   | 7:14 |
| 4.  | Wielka Brytania   | 0:3          | 3:6   | 6:8  |

## Finał
| Belgia – Stany Zjednoczone 1:2 |                                  |             |
| Justine Henin                  | Bethanie Mattek-Sands            | 7:6(6), 6:3 |
| Ruben Bemelmans                | John Isner                       | 3:6, 4:6    |
| Justine Henin Ruben Bemelmans  | Bethanie Mattek-Sands John Isner | 1:6, 3:6    |